# Wahlenbergia cartilaginea
Wahlenbergia cartilaginea är en klockväxtart som beskrevs av Joseph Dalton Hooker. Wahlenbergia cartilaginea ingår i släktet Wahlenbergia och familjen klockväxter. Inga underarter finns listade i Catalogue of Life.